# FC Altstätten
Der FC Altstätten ist ein Schweizer Fussballverein aus Altstätten im Kanton St. Gallen. Der Verein spielt aktuell in der 2. Liga interregional, der fünfthöchsten Spielklasse der Schweiz.

## Geschichte
Am 5. Dezember 1945 entstand der FC Altstätten bei der Gründungsversammlung. In der Saison 1951/52 gelang dem Verein der erste Aufstieg in die 3. Liga. Nach einigen Abstiegen und Wiederaufstiegen gelang ihm in der Saison 1971/72 der Aufstieg in die 2. Liga. In der Saison 1972/73 verpasste man die Aufstiegsrunde in die 1. Liga nur knapp: man erreichte hinter dem FC Rorschach den 2. Platz. Ein Jahr später in der Saison 1973/74 wurde man Gruppensieger, womit der FC Altstätten an der Aufstiegsrunde für die 1. Liga teilnehmen durfte. Dort holte man auswärts beim FC Wil ein 2:2-Unentschieden. Zuhause verlor man allerdings 1:2, womit der FC Altstätten in der 2. Liga verblieb. Im Herbst 1974 gastierte der FC St. Gallen im Rahmen der 4. Hauptrunde des Schweizer Cup in Altstätten. Der Verein unterlag dem FC St. Gallen klar mit 1:8. In der Saison 1978/79 durfte man ein weiteres Mal an der Aufstiegsrunde in die 1. Liga teilnehmen. Man bezwang den FC Armonia Lugano und somit war der FC Altstätten in der darauffolgenden Saison in der 1. Liga vertreten. In der zweiten Saison in der 1. Liga, spielte man bereits um den Aufstieg in die Nationalliga B mit. Am 1. Juli 1981 wurde der Aufstieg in die NLB mit dem Sieg gegen Stade Lausanne besiegelt. Dies ist bisher der grösste Coup der Vereinsgeschichte des FC Altstätten. Nach nur einer Saison in der zweithöchsten Fussballliga der Schweiz stieg man wieder in die 1. Liga ab. In der Saison 1993/94 erfolgte der Abstieg in die 2. Liga und nur ein Jahr in der Saison 1994/95 später der Abstieg in die 3. Liga. Im Jahr 1997/98 gelang dem FC Altstätten der Wiederaufstieg in die 2. Liga. In der Saison 1998/99 gelang der Klassenerhalt nicht und man fand sich wieder in der 3. Liga. In der Saison 1999/2000 gelang aber sogleich der Wiederaufstieg in die 2. Liga. Zur Saison 2004/05 qualifizierte man sich für die 1. Hauptrunde im Schweizer Cup, wo man der AC Bellinzona zuhause – nach zwischenzeitlicher Führung – 1:4 unterlag. In der Saison 2005/06 gelang dem FC Altstätten der Aufstieg in die 2. Liga interregional, der damals vierthöchsten Liga der Schweiz.
Im Schweizer Cup 2013/14 verlor der FC Altstätten in der 1. Hauptrunde gegen den FC Wohlen aus der Challenge League mit 0:5.